# Ahmad Zahir
Ahmad Zahir (احمد ظاهر) est un chanteur afghan né le 14 juin 1946 dans la province de Laghmân, dans une famille Pashtun, et mort le 14 juin 1979 à Kaboul. Jouissant d'une forte popularité, y compris après sa mort, il est aussi surnommé l'Elvis afghan.

## Biographie

### Naissances et premières expériences musicales
Zahir naît dans la province de Laghmân. Il est le troisième enfant d'Abdul Zahir (en), médecin et futur premier ministre du roi d'Afghanistan.
Il débute dans son lycée de Habibia, où il reçoit le titre de « Star du lycée », et est rapidement connu comme « Bulbul-e Habibia », le rossignol d'Habibia. 
En 1961, il débute à Radio Kaboul au sein d’un orchestre.
Son premier enregistrement pour Radio Afghanistan est « Az khamat hy nazaneen ».

### Un chanteur populaire
En 1967, son père est nommé ambassadeur d’Afghanistan en Inde et Ahmad Zahir poursuit ses études à New Delhi où il acquiert de solides connaissances et de l’expérience dans la musique classique indienne. À la fin des années 60 Ahmad Zahir devient rapidement un chanteur populaire, insistant pour chanter uniquement des chansons originales et développant un style musical qui lui est propre. Sa renommée se développe ensuite au point de le rendre célébrissime.
D'ethnie pachtoune, il est apprécié par les différents peuples d'Afghanistan. Il choisit de chanter des poèmes en pachto et dari de Khalilullah Khalili, Nizam Wafa, Shirazi… Les poètes persans Roumi et Hafez l'inspirent : il fait de leur oeuvre des chansons qu'il interprète en dari. Il joue de plusieurs instruments, mandoline, accordéon, harmonium et orgue. Ses compositions intègrent des instruments Afghans traditionnels comme le rubab, l'harmonium, le tabla et des instruments modernes, trompette, saxophone, orgue, batterie, guitare et piano. Il lui est arrivé de chanter des œuvres d'autres artistes parmi lesquels Elvis Presley (il était souvent nommé « l'Elvis afghan ») et Enrico Macias.

### Engagements politiques
En 1973, Ahmad Zahir effectue des tournées dans tout l’Afghanistan et même en Iran. Il s’inquiète des vaines promesses de la nouvelle République d'Afghanistan, et certaines de ses chansons, politiquement engagées, sont bannies de la radio. Les thèmes qu'il développe, justice et pauvreté, consolident sa popularité
En 1978, à la prise du pouvoir par le régime communiste de Nour Mohammad Taraki, une purge des intellectuels du pays s’ensuit. Zahir proteste contre ces massacres dans ses chansons.

### Mort et postérité
Il trouve la mort le 14 juin 1979, le jour de son 33e anniversaire dans des circonstances obscures. Officiellement, il s'agit d'un accident de la circulation dans le tunnel de Salang, mais beaucoup de personnes, y compris sa famille, se sont interrogées à ce propos. Il a été évoqué qu'il aurait été assassiné sur ordre du régime de Hafizullah Amin soit à cause de ses prises de position politiques, soit à cause d'une prétendue liaison avec la fille d'un dirigeant. 
À sa mort, il aura enregistré au total 22 albums qui lui assurent une célébrité forte et durable dans le monde afghan.

## Style
Ahmad Zahir voulait faire revivre les chansons folkloriques et modernes.